# 田中鉄太郎
田中 鉄太郎（たなか てつたろう）は、日本のフィギュアスケート選手（男子シングル）。コーチ。1953年全日本フィギュアスケート選手権2位。

## 経歴
1936年、全日本ジュニア選手権で2位に入る。その翌年の1937年の全日本ジュニア選手権でも2位となる。1953年、全日本選手権に出場し小林正水に続いて2位に入る。
引退後は、1964年に稲田悦子、片山敏一らとともに日本フィギュアスケーティングインストラクター協会を設立した。教え子にはグルノーブルオリンピック日本代表の石田治子、長光歌子などがいる。

## 主な戦績
| 大会/年              | 1936-37 | 1937-38 | 1953-54 |
| -------------------- | ------- | ------- | ------- |
| 全日本選手権         |         |         | 2       |
| 全日本ジュニア選手権 | 2       | 2       |         |